# Castelo Craig

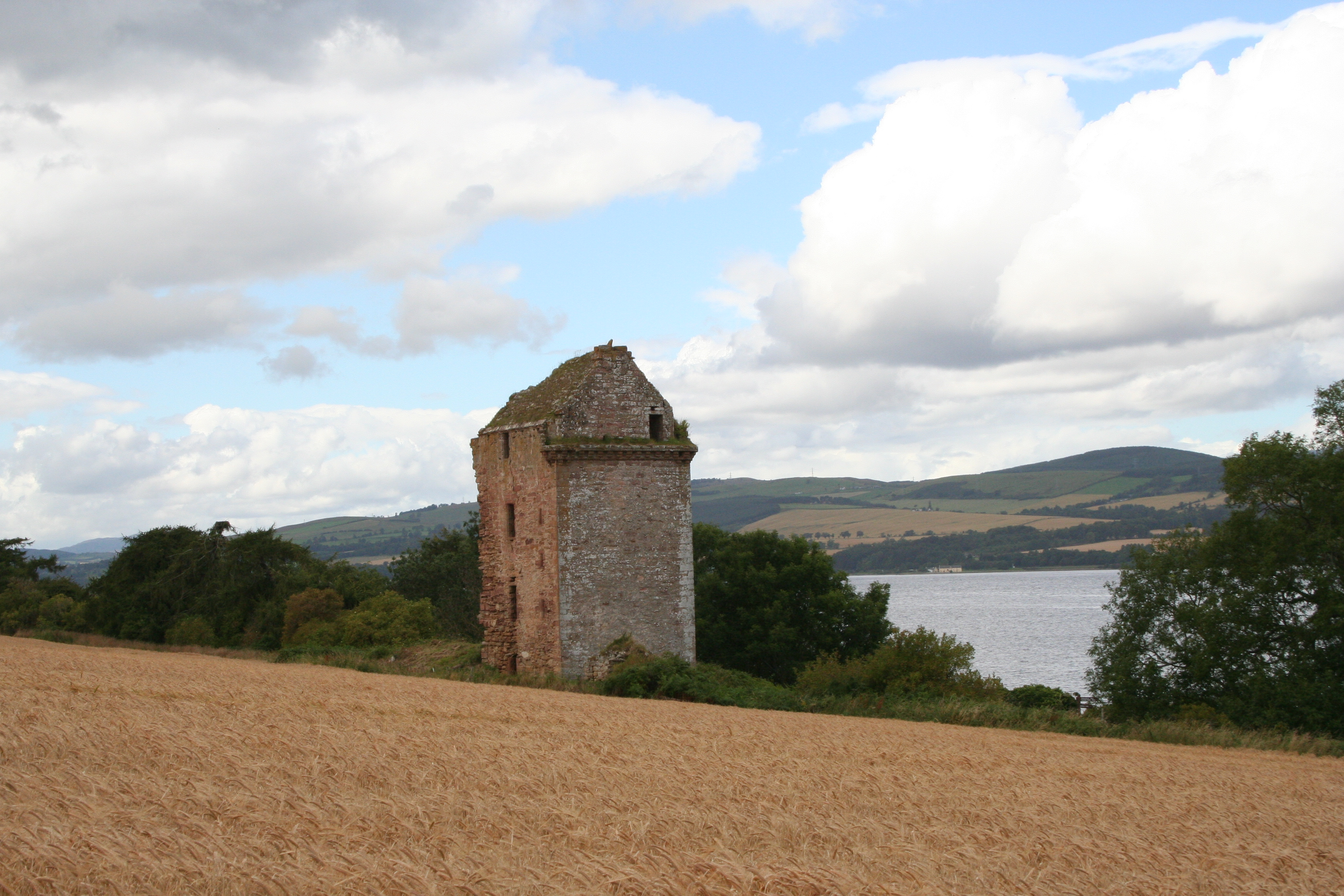
Castelo Craig, Escócia.

O Castelo Craig (em língua inglesa Castle Craig) é uma fortificação localizada em Culbokie, Escócia.
A fortificação foi protegida na categoria "A" do "listed building", em 25 de março de 1971.